# Zangherella apuliae
Zangherella apuliae är en spindelart som först beskrevs av Lodovico di Caporiacco 1949.  Zangherella apuliae ingår i släktet Zangherella och familjen Anapidae. Inga underarter finns listade i Catalogue of Life.